# Syndiamesa takatensis
Syndiamesa takatensis är en tvåvingeart som beskrevs av Tokunaga 1936. Syndiamesa takatensis ingår i släktet Syndiamesa och familjen fjädermyggor. Inga underarter finns listade i Catalogue of Life.